# Tomi Markovski
Tomi Markovski (Bærum, 5 marzo 1972) è un allenatore di calcio e dirigente sportivo norvegese.

## Carriera
Nel 1995, Markovski è stato allenatore del Bærums Verk. Dal 1997 al 2002 è stato invece tecnico delle giovanili dello Stabæk. Nel 2003 è entrato nello staff tecnico del Philadelphia Charge, compagine di calcio femminile facente parte della Women's United Soccer Association (WUSA).
Nel 2004 è diventato allenatore della sezione femminile dell'Asker, guidandola al 4º posto finale nella Toppserien 2004, massima divisione del campionato femminile norvegese. Nel 2006 è diventato assistente allenatore al Røa, sempre per quanto concerne la sua sezione femminile (note anche come Dynamite Girls).
Nel 2007 ha allenato la squadra maschile dell'Asker, compagine all'epoca militante nella 2. divisjon. L'anno successivo ha guidato il Bærum, sempre in 2. divisjon.
Il 27 marzo 2012 ha fatto ritorno al Røa, sempre come assistente. Successivamente a questa esperienza, Markovski è entrato nello staff tecnico del Brann. Al termine del campionato 2014 ha rassegnato le sue dimissioni.
Il 5 gennaio 2015 è diventato quindi assistente di Bengt Sæternes al Sandnes Ulf, in 1. divisjon, firmando un contratto biennale. Il 24 novembre 2016 ha rinnovato l'accordo per altre due stagioni.
Il 15 giugno 2017 ha lasciato l'incarico di assistente al Sandnes Ulf per un ruolo dirigenziale, sempre all'interno del club.